# مولوس
مولوس (Μώλος) هي مدينة في فثيوتيس في مقاطعة كينتريكي إلادا في اليونان.